# ジョーンズ・デイ
ジョーンズ・デイ（Jones Day）は米国ワシントンD.C.に拠点を持つ国際的な法律事務所。世界中に41か所のオフィスがある。2014年3月現在、アメリカで1,739人の弁護士が所属し、国内第１位規模の法律事務所である。
東京オフィスの正式名称は外国法共同事業　ジョーンズ・デイ法律事務所。2014年現在、45名の弁護士と6名の外国法事務弁護士が所属し、弁護士の人数で国内第２１位規模。

## 沿革
- 1893年　クリーブランドにおいて設立。
- 1989年　東京オフィス開設。
- 2002年１月　東京オフィスが尚和法律事務所と業務統合。